# Leicester Forest East
Pour les articles homonymes, voir LFE.
Leicester Forest East (LFE) est une paroisse civile du Leicestershire, en Angleterre.